# Belesys II.
Belesys II. (babylonisch Bēlšunu; auch Belschunu) war unter den persischen Großkönigen Artaxerxes II. und Artaxerxes III. von 369 bis 345 v. Chr. Satrap der Transeuphratene. Er war unter anderem gemeinsam mit Mazaios in diesem Zeitraum mit der Niederwerfung von Satrapenrevolten in der phönizischen Region beschäftigt. Belesys II. starb im Jahr 345 v. Chr. im Zusammenhang mit dem Aufstand der Sidonier.
Die von Phönizien, Syrien, Sidon und Zypern gegen die Perser entfachten Aufstände brachen wohl bereits einige Monate vorher aus, vielleicht schon im Jahr 346 v. Chr. Belesys II. erhielt zusammen mit Mazaios in diesem Zeitraum den Auftrag, Gegenmaßnahmen zu ergreifen, da der persische Großkönig mit den militärischen Vorbereitungen für das zukünftige Vorgehen gegen Ägypten beschäftigt war. Sidon spielte dabei eine wichtige strategische Rolle. Eine genaue Chronologie der Vorgänge ist nicht möglich, doch ist der von Diodor für 351 v. Chr. berichtete Zusammenhang zwischen dem kurz zuvor erfolgten persischen Aufmarsch gegen Ägypten sowie den damaligen Satrapenaufständen mit den Revolten von 346 bis 345 v. Chr. nicht haltbar; ebenso wenig der als Reaktion angenommene zeitliche Beginn der Satrapenaufstände und die Terminierung von Isokrates, der die Unruhen bereits für das Jahr 347 v. Chr. erwähnte.